# Cornelia Popa
Cornelia Popa z domu Popescu (ur. 27 sierpnia 1950 w Bukareszcie) – rumuńska lekkoatletka, specjalistka skoku wzwyż i wieloboistka, wicemistrzyni Europy z 1971, czterokrotna olimpijka.
Zdobyła brązowy medal w pięcioboju na europejskich igrzyskach juniorów w 1968 w Lipsku. Zajęła 22. miejsce w tej konkurencji na igrzyskach olimpijskich w 1968 w Meksyku.
Później występowała głównie w skoku wzwyż. Zdobyła w nim srebrny medal na pierwszych halowych mistrzostwach Europy w 1970 w Wiedniu, przegrywając jedynie z Iloną Gusenbauer. Na uniwersjadzie w 1970 w Turynie również wywalczyła srebrny medal. Zajęła 3. miejsce na halowych mistrzostwach Europy w 1971 w Sofii.
Zdobyła srebrny medal ex aequo z Barbarą Inkpen z Wielkiej Brytanii na mistrzostwach Europy w 1971 w Helsinkach, ulegając tylko Ilonie Gusenbauer. Zajęła 19. miejsce na igrzyskach olimpijskich w 1972 w Monachium.
Zajęła 4. miejsce na halowych mistrzostwach Europy w 1974 w Göteborgu. Na igrzyskach olimpijskich w 1976 w Montrealu zajęła 8. miejsce. Odpadła w kwalifikacjach na mistrzostwach Europy w 1978 w Pradze. Ponownie zajęła 8. miejsce na igrzyskach olimpijskich w 1980 w Moskwie.
Była mistrzynią Rumunii w skoku wzwyż w latach 1970, 1971, 1976 i 1978–1980 oraz w pięcioboju w 1976.
30 czerwca 1976 w Atenach ustanowiła rekord Rumunii w skoku wzwyż rezultatem 1,93 m. Dwukrotnie poprawiała rekord Rumunii w pięcioboju do wyniku 4446 punktów (19 czerwca 1976 w Celje).